# Dracula inaequalis
Dracula inaequalis là một loài lan.
 Tư liệu liên quan tới Dracula inaequalis tại Wikimedia Commons